# محوطه کارخانه گچ
محوطه کارخانه گچ مربوط به سده‌های میانه دوران‌های تاریخی پس از اسلام است و در شهرستان گچساران، بخش مرکزی، دهستان لیشتر، روستای سادات آباد، ۱ کیلومتری جنوب شرقی کارخانه ساران گچ واقع شده و این اثر در تاریخ ۱۵ اسفند ۱۳۸۵ با شمارهٔ ثبت ۱۷۹۰۵ به‌عنوان یکی از آثار ملی ایران به ثبت رسیده است.